# Impacte
Impacte (títol original: Blow Out) és una pel·lícula de thriller estatunidenca de 1981, escrita i dirigida per
Brian De Palma. La pel·lícula és protagonitzada per John Travolta, Nancy Allen, John Lithgow i Dennis Franz. Ha estat doblada al català.

## Argument
Un tècnic de so grava accidentalment registres de l'evidència que prova que el conductor d'un cotxe involucrat en un accident va ser en realitat víctima d'un assassinat i, per tant, es troba en perill.

## Repartiment
| Personatge               | Actor original   |
| ------------------------ | ---------------- |
| Jack Terry               | John Travolta    |
| Sally                    | Nancy Allen      |
| Burke                    | John Lithgow     |
| Manny Karp               | Dennis Franz     |
| Detectiu McKay           | John Aquino      |
| Sam                      | Peter Boyden     |
| Frank Donahue            | Dick McGarvin    |
| Lawrence Henry           | John McMartin    |
| Estudiant                | Ann Kelly        |
| Presentador de noticies  | Dave Roberts     |
| Presentadora de noticies | Claire Carter    |
| Jack Manners             | Maurice Copeland |
| Doctor                   | Larry Woody      |
| Freddie Cors             | Luddy Tramontana |
| Policia en cotxe         | Sid Doherty      |
| Capità corrupte          | Bud Seese        |

## Al voltant de la pel·lícula
Hi ha una relació entre aquesta pel·lícula i l'homònima de Michelangelo Antonioni a Blow-up, on el protagonista es treu una fotografia d'un probable assassinat. Es va explotar la mateixa idea, en un mitjà de comunicació diferent, aquesta pel·lícula ofereix gairebé un homenatge al director italià. Òbviament, Brian De Palma i Michelangelo Antonioni són dues personalitats completament diferents. El primer és un geni de la tècnica de la càmera, no importa la trama. Més importants són les perversions, el voyeurisme, el desdoblament de la personalitat, en definitiva, un estudiant de Hitchcock de forma més extrema. Antonioni està més prop de Wenders i la seva pel·lícula seria fer un discurs més filosòfic, gairebé metafísic: el que veiem i la realitat són la mateixa cosa? Per descomptat, De Palma sacrifica tot a l'emoció, però no és un defecte. Podria caure en el parany d'imitar a Antonioni, però, afortunadament, només ho fa en el títol de la pel·lícula.